# 石井謙三
石井 謙三（いしい けんぞう、1899年（明治32年）10月7日 - 没年不明）は、日本の政治家。広島県松永市（現・福山市）長（2期）。

## 経歴
広島県松永町（のち松永市、現・福山市）出身。1918年（大正7年）旧制広島県立福山中学校（現・広島県立福山誠之館高等学校）卒業。旧制第六高等学校を経て、1925年（大正14年）東京帝国大学文学部英文学科卒業。翌年広陵中学校（現・広陵高等学校）教諭を経て、熊本県立中学済々黌（現・熊本県立済々黌高等学校）教諭、1929年（昭和4年）佐賀県立武雄中学校（現・佐賀県立武雄青陵中学校・武雄高等学校）、同佐賀中学校（現・佐賀県立佐賀西高等学校）、山口県立豊浦中学校（現・山口県立豊浦高等学校）各教諭を経て、1942年（昭和17年）山口県立萩中学校（現・山口県立萩高等学校）校長となる。
1946年（昭和21年）に退職、翌1947年（昭和22年）、松永町長に無投票で当選。2期務める。在任中は新制松永中学校や母子寮の建設、災害復旧工事の施行、公民館の設置、図書館の整備や文化講座の開設、松永湾干拓事業の促進など地方産業や文化の発展に努めた。 1954年（昭和29年）合併により松永町は松永市となり、初代松永市長となる。1958年（昭和33年）に再選、翌1959年（昭和34年）11月に病気のため辞職した。
沼隈郡町村長会長、広島県町村長副会長を務めた。